# Anthony Braizat
Anthony Braizat, né le 16 août 1977 à Saint-Raphaël, est un footballeur français devenu entraîneur. Formé à l'AS Cannes, il évolue au poste de milieu de terrain offensif de 1995 à 2010.

## Biographie

### Origines familiales
Anthony Braizat est le fils d'Henri Braizat, qui fut footballeur professionnel à Saint-Étienne, Lille et Marseille à la fin des années 1950.

### Carrière de joueur
Au début des années 1990, Anthony Braizat passe par les sélections jeunes de la Ligue Méditerranée. En décembre 1992, il est sélectionné dans l'équipe de France juniors B2 dirigée par Henri Émile. Il fréquente par la suite toutes les sélections nationales de jeunes dans la génération 1977-1978, celle de Thierry Henry. Formé à l'AS Cannes, il est champion de France des moins de 15 ans en 1993. De 1993 à 1995 il est sous contrat aspirant. En 1995 il remporte le championnat national des moins de 17 ans et la Coupe Gambardella, sous la houlette de Guy Lacombe, qui le lancera en première division l'année suivante. Il est stagiaire pro de 1996 à 1998.
En 1998 il signe à l'Olympique lyonnais, où il ne joue qu'un match, en Coupe de l'UEFA face à Bologne. En 1999 il est prêté une saison au Stade lavallois, en deuxième division, recommandé par l'ancien Lavallois Patrice Carteron, latéral gauche de l'OL. Il est champion de France de Ligue 2 en 2003 avec le Toulouse Football Club. En 2005 il retrouve son club formateur de l'AS Cannes en National, puis passe une saison à Fréjus en CFA, avant de terminer sa carrière de joueur en Suisse au Servette FC.

### Reconversion
En 2016 il entame une carrière d'entraîneur principal en Suisse, au Servette, qu'il fait remonter en Challenge League dès sa première saison. Il entraîne ensuite Yverdon-Sport avec sous ses ordres Djibril Cissé, puis le Stade nyonnais. Depuis le 25 mai 2022 il est l'entraîneur du Stade Lausanne Ouchy.

## Palmarès
- Vainqueur de la Coupe Gambardella 1995 avec l'AS Cannes.
- Champion de France de Ligue 2 en 2003 avec le Toulouse Football Club.
- Champion de Suisse de troisième division en 2016 avec le Servette FC.
- Champion de Suisse de quatrième division en 2018 avec le Yverdon Sport FC
- Champion de Suisse de deuxième division en 2023 avec le Stade Lausanne Ouchy FC.